# Campiglossa cribellata
Campiglossa cribellata este o specie de muște din genul Campiglossa, familia Tephritidae, descrisă de Mario Bezzi în anul 1913. Conform Catalogue of Life specia Campiglossa cribellata nu are subspecii cunoscute.